# Vockerode
Vockerode è una frazione della città tedesca di Oranienbaum-Wörlitz.